# Dianous rougemontianus
Dianous rougemontianus  (лат.) — вид жуков-стафилинид из подсемейства Steninae. Эндемик Китая. Вид назван в честь британского энтомолога и коллектора типовой серии Гийома Ружмона (Guillaume Rougemont, Лондон).

## Распространение
Азия: Китай (провинция Сычуань, Emei Shan).

## Описание
Мелкие коротконадкрылые жуки. Длина тела взрослых насекомых 4,3 — 5,8 мм. Основная окраска металлически блестящая, черновато-зелёная с оливковым оттенком. Усики, щупики и ноги чёрны. Брюшко мелко пунктированное, голова с грубыми пунктурами. Длина висков примерно равна половине диаметра глаза, которые занимают только часть бока головы. Глаза крупные и выпуклые. Лапки пятичлениковые (формула лапок 5—5—5). Задние тазики конической формы. Вид был впервые описан в 2000 году немецким колеоптерологом Фолькером Путцом (Volker Puthz; Limnologische Fluss-Station des Max-Planck-Instituts fur Limnologie, Шлиц, Германия).